# Брузе ле Кисак
Лрузе ле Кисак (фр. Brouzet-lès-Quissac) насеље је и општина у јужној Француској у региону Лангдок-Русијон, у департману Гар која припада префектури Виган.
По подацима из 2011. године у општини је живело 231 становника, а густина насељености је износила 14,49 становника/km². Општина се простире на површини од 15,94 km². Налази се на средњој надморској висини од 85 метара (максималној 195 m, а минималној 61 m).

## Демографија
| 1962. | 1968. | 1975. | 1982. | 1990. | 1999. | 2011. |
| ----- | ----- | ----- | ----- | ----- | ----- | ----- |
| 110   | 89    | 93    | 129   | 155   | 200   | 231   |

График промене броја становника у току последњих година